# Carl Faust
Carl Faust, född 18 februari 1825 i Neisse, Övre Schlesien, Preussen död 12 september 1892 i Kudowa, Tyskland var en tysk tonsättare. 
Faust var militärkapellmästare i Schlesien och 1869–80 dirigent för stadskapellet i Waldenburg. Han komponerade dansmusik, som blev omtyckt även i Norden. Han gjorde den kända marschen Defiliermarsch, AM ll-168 vilken har använts som paradmarsch för Tyska hären, Reichswehr och Wehrmacht. Idag används Defiliermarsch AM ll-168 i Tyskland och i Sverige vid högvaktsavlösning.